# 卡马雷斯杜尔杜河
卡马雷斯杜尔杜河（法語：Dourdou de Camarès，法語發音：[duʁdu də kamaʁɛs]，意即为“卡马雷斯的杜尔杜河”），或纯音译作杜尔杜德卡马雷斯河，是法國的河流，位於該國南部，屬於塔恩河的左支流，河道全長86.9公里，流域面積658平方公里，平均流量每秒12.1立方米，發源自韦布尔河畔米拉，河口處在布罗基耶斯。“卡马雷斯”后缀是为了与另一条杜尔杜河（孔克杜尔杜河）作区分。

## 外部連結
- http://www.geoportail.fr （页面存档备份，存于）
- Sandre数据库中的卡马雷斯杜尔杜河 （页面存档备份，存于）